# Ceratonykus
Ceratonykus là một chi khủng long, được Alifanov & Barsbold mô tả khoa học năm 2009.